# فرودگاه دزفول
فرودگاه بین‌المللی دزفول (یاتا: DEF و ایکائو: OIAD) نام فرودگاهی است که در شهر دزفول در جنوب غربی ایران واقع شده‌است، این فرودگاه تنها فرودگاه شمال خوزستان است که به مردم شمال خوزستان و استان‌های همجوار خدمات رسانی می‌کند.

## تاریخچه
این فرودگاه در زمان محمدرضا پهلوی در شهر دزفول و در حاشیه جاده دزفول به اندیمشک و به منظور استفاده‌های نظامی توسط مهندسین ایتالیایی ساخته شد. در کنار باند پرواز آن پایگاه چهارم شکاری دزفول واقع شده‌است. این فرودگاه با مدیریت راهبردی شرکت عقاب عسلویه اداره می‌شود.
این فرودگاه همه روز چندین پرواز به مقصد تهران توسط ایرلاین‌های مختلف برقرار است.
مرز هوایی فرودگاه دزفول در خرداد ماه ۱۴۰۲ تعیین و در آبان‌ماه همان سال با تصویب هیئت وزیران به فرودگاه بین‌المللی ارتقا یافت.

## مقاصد پروازی
- تهران هر روز هفته
- مشهد (فصلی)
- شرکت‌های هواپیمایی فعال در فرودگاه دزفول:
- هواپیمایی ایران ایر
- هواپیمایی کارون
- هواپیمایی قشم ایر